# 시에르핀스키 상수
시에르핀스키 상수(Sierpiński constant)는 바츠와프 시에르핀스키의 이름에서 명명되었으며, 시에르핀스키 상수는 대개 {\displaystyle K} 로 표시된 수학 상수다. 이를 정의하는 한 가지 방법으로는 제한된 표현식을 사용하는 것이다.
{\displaystyle K=\lim _{n\to \infty }\left[\sum _{k=1}^{n}{r_{2}(k) \over k}-\pi \ln n\right]}

여기서 {\displaystyle r2(k)}는 자연수 {\displaystyle a}와 {\displaystyle b} 에 대한 {\displaystyle a^{2}+b^{2}}형태 의 합인 {\displaystyle k}의 표현 수다.
다음과 같이 닫힌 형식으로 제공 될 수 있다.
{\displaystyle {\begin{aligned}K&=\pi \left(2\ln 2+3\ln \pi +2\gamma -4\ln \Gamma \left({\tfrac {1}{4}}\right)\right)\\&=\pi \ln \left({\frac {4\pi ^{3}e^{2\gamma }}{\Gamma \left({\tfrac {1}{4}}\right)^{4}}}\right)\\&=\pi \ln \left({\frac {e^{2\gamma }}{2G^{2}}}\right)\\&=2.584981759579253217065893587383\dots \end{aligned}}}
{\displaystyle G\;,\;} 가우스 상수이고 {\displaystyle ,\;\gamma } 오일러-마스케로니 상수이다.
{\displaystyle \Gamma \;} 감마 함수

## 같이 보기
- 시에르핀스키 삼각형
- 수학 상수
- 가우스 상수

## 참고
- https://web.archive.org/web/20120205013736/http://www.scenta.co.uk/tcaep/science/constant/details/sierpinskisconstant.xml
- http://www.plouffe.fr/simon/constants/sierpinski.txt - Sierpiński's constant up to 2000th decimal digit.
- Weisstein, Eric Wolfgang. “Sierpinski Constant”. 《Wolfram MathWorld》 (영어). Wolfram Research.